# Renanthera monachica
Renanthera monachica es una especie de orquídea.

## Descripción

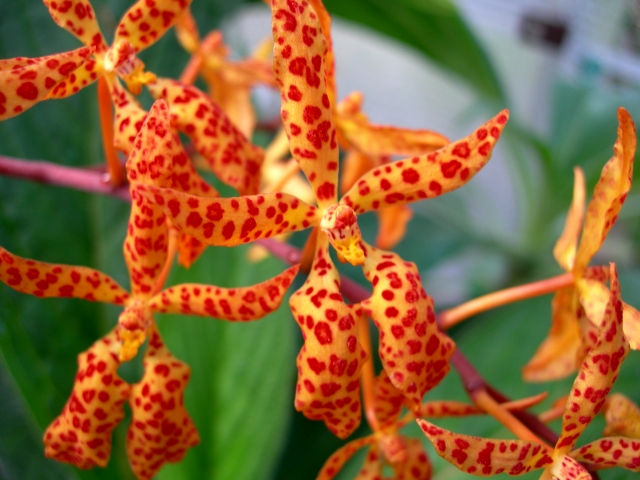
Inflorescencia

Es una planta de tamaño medio, que prefiere el clima cálido, de hábitos epifitas, monopodial que crece con un tallo largo que lleva muchas hojas dísticas, liguladas, manera desigual y obtusamente apical bilobulada, y coriáceas. Florece en una inflorescencia axilar, suberecta, simple, de 45 cm de largo y laxamente racemosa que tiene brácteas tubulares, se produce al final del invierno y en la primavera con 6 a 30 flores, no aromáticas y duraderas. Es un , epífita vandanaceous, de tamaño mediano con una inflorescencia axilar y se desarrolla mejor en una cesta de madera con listones medio escaso o nulo.

## Distribución y hábitat
Esta es una especie de Filipinas de la isla de Luzón donde se encuentra en las elevaciones de hasta 500 metros. 

## Taxonomía
Renanthera monachica fue descrita por Oakes Ames y publicado en Orchidaceae 5: 224. 1915.